# Karel Kašpar
Karel kardinál Kašpar (16. května 1870 Mirošov u Rokycan – 21. dubna 1941 Praha) byl římskokatolický teolog, duchovní, 21. biskup královéhradecký (1921–1931) a 32. arcibiskup pražský (1931–1941). Kardinálem se stal 16. prosince 1935.

## Život
Narozen v mirošovské škole jako syn učitele Jána Kašpara a Filippiny Heidelbergové, pokřtěn jako Karel Julius (druhé jméno – Julius dostal zřejmě po kmotrovi); v publikacích, které napsal, užíval jména Karel Boromejský Kašpar, plným jménem tedy Karel Boromejský Julius Kašpar. Po teologických, filozofických a právnických studiích na české koleji v Římě (Bohemicum, dnešní Nepomucenum, od ročníku 1888/1889) byl 25. února 1893 vysvěcen na kněze. Od roku 1899 působil jako spirituál Strakovy akademie v Praze a od roku 1907 jako kanovník Metropolitní kapituly u sv. Víta v Praze. Dne 16. prosince 1908 obdržel čestný kříž Pro Ecclesia et Pontifice. Dne 8. března 1920 byl jmenován biskupem betsaidským a světícím biskupem královéhradeckým, biskupské svěcení proběhlo 11. dubna 1920. Dne 13. června 1921 byl jmenován sídelním biskupem královéhradeckým, 29. června téhož roku byl nastolen.
Kašpar byl vynikajícím znalcem církevního práva a liturgie, napsal řadu knih, článků a studií, jež byly uveřejněny převážně v Časopise katolického duchovenstva. Dne 22. října 1931 byl jmenován pražským arcibiskupem po odstoupení Františka Kordače. 16. prosince 1935 byl za své zásluhy jmenován kardinálem (titulu sv. Vitala). V době Masarykova státního pohřbu v září 1937 odjel do Říma. Zemřel 21. dubna 1941 v Praze, je pochován ve svatovítské katedrále v Praze.

## Heraldika (vývoj Kašparova znaku)
Jako světící biskup královéhradecký užíval znaku s míčem sv. Terezie. Jako sídelní biskup královéhradecký užíval pak znaku čtvrceného, v prvním a čtvrtém poli s holubicí Ducha svatého, představující diecézi, ve druhém a třetím s míčem sv. Terezie. V Praze užíval nejdříve znak polcený (heraldicky vpravo míč sv. Terezie, heraldicky vlevo holubice Ducha svatého) pod hlavou se symbolem arcidiecéze. Později bylo vše převýšeno ještě další hlavou, a to s heroldským křížem Johanitů.

## Biskupská genealogie
Následující tabulka obsahuje genealogický strom, který ukazuje vztah mezi svěcencem a světitelem – pro každého biskupa na seznamu je předchůdcem jeho světitel, zatímco následovníkem je biskup, kterého vysvětil. Rekonstrukcím a vyhledáním původu v rodové linii ze zabývá historiografická disciplína biskupská genealogie.
1. kardinál Scipione Rebiba
2. kardinál Giulio Antonio Santorio
3. kardinál Girolamo Bernerio, OP
4. arcibiskup Galeazzo Sanvitale
5. kardinál Ludovico Ludovisi
6. kardinál Luigi Caetani
7. kardinál Ulderico Carpegna
8. kardinál Paluzzo Paluzzi Altieri Degli Albertoni
9. papež Benedikt XIII.
10. papež Benedikt XIV.
11. arcibiskup Enrico Enríquez
12. arcibiskup Manuel Quintano Bonifaz
13. kardinál Buenaventura Córdoba Espinosa de la Cerda
14. kardinál Giuseppe Maria Doria Pamphilj
15. papež Pius VIII.
16. papež Pius IX.
17. kardinál Gustav Adolf von Hohenlohe-Schillingsfürst
18. arcibiskup Salvatore Magnasco
19. arcibiskup Gaetano Alimonda
20. arcibiskup Teodoro Valfrè di Bonzo
21. arcibiskup František Kordač
22. Karel Kašpar

## Dílo
- Cesta k životu: sedmero časových postních řečí, Praha, Cyrillo-Methodějská knihtiskárna a nakladatelství V. Kotrba, 1900.
- Církevní zákonodárství o náboženských kongregacích. I, Církevní zákonodárství zevnější, Praha, Kotrba, 1903.
- Církevní zákonodárství o náboženských kongregacích. II, Církevní zákonodárství vnitřní, Praha, Kotrba, 1904.
- Papež Lev XIII. a česká kollej v Římě: na památku 25letého papežského jubilea Jeho Svatosti, Praha, Kotrba, 1905, 2. vyd.
- Cesta prvního českého biskupa do Ameriky u příležitosti XXVIII. mezinárodního eucharistického kongresu v Chicagu, Hradec Králové, Tiskové družstvo, 1927.